# احولي ميبلادن (ميبلادن)
احولي ميبلادن هي إحدى مشيخات المملكة المغربية، تتبع جغرافيا لإقليم ميدلت وإداريًا لميبلادن. يقدر عدد سكانها بـ 792 نسمة حسب الإحصاء الرسمي للسكان والسكنى لسنة 2004.